# Bút dạ

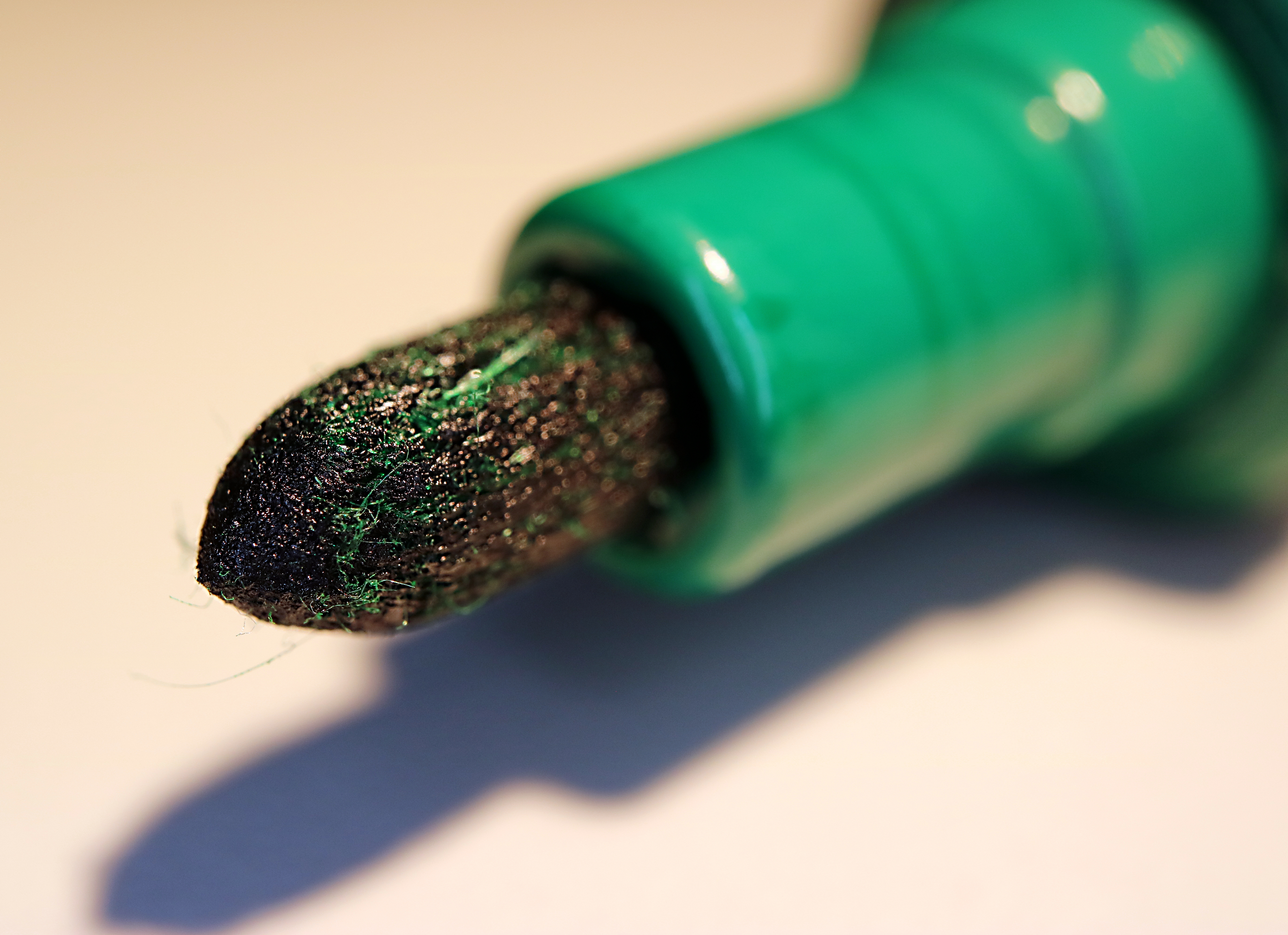
Ảnh chụp macro của đầu bút dạ màu xanh lá cây

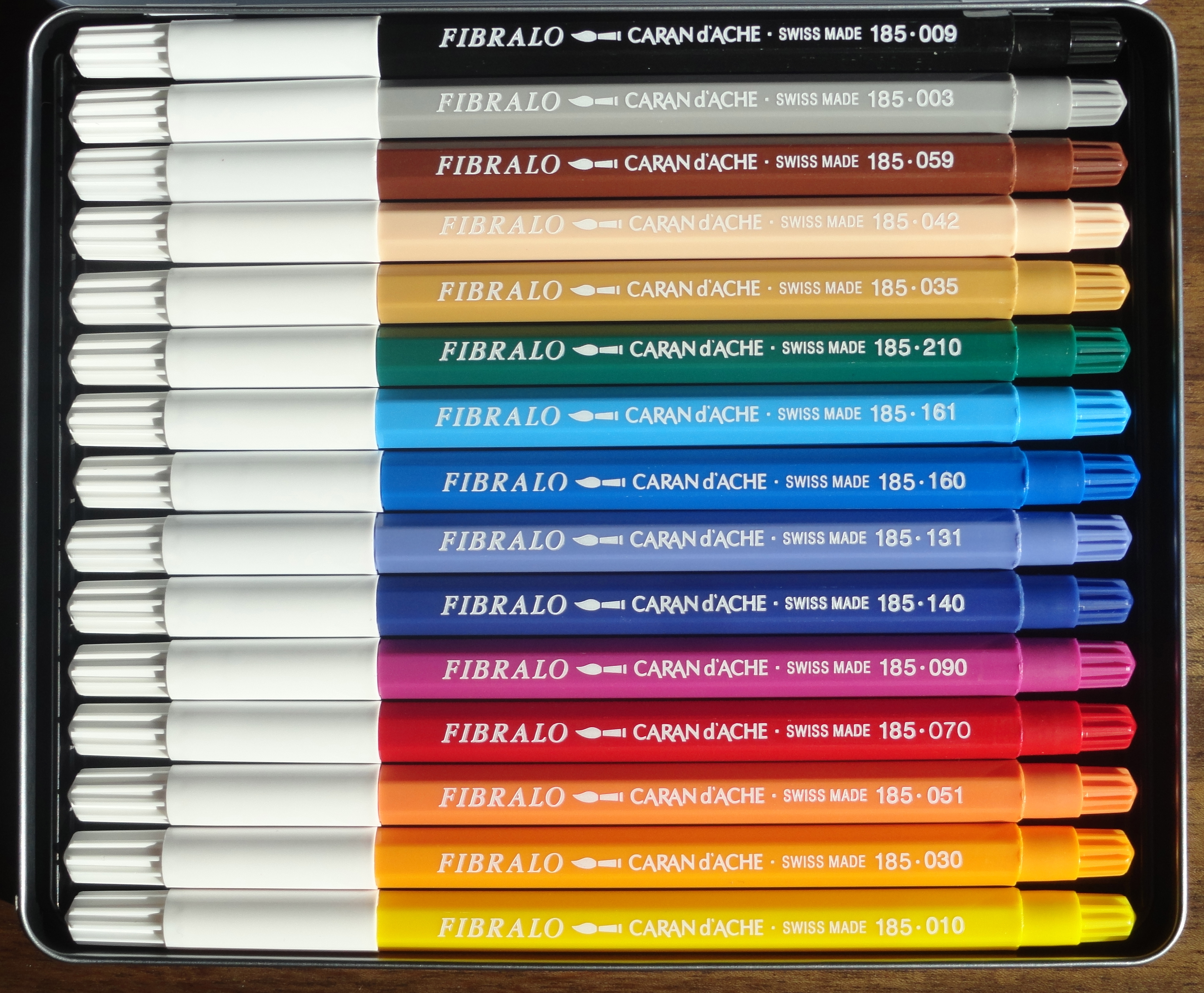
Một hộp bút dạ nhiều màu (do Caran d'Ache sản xuất)

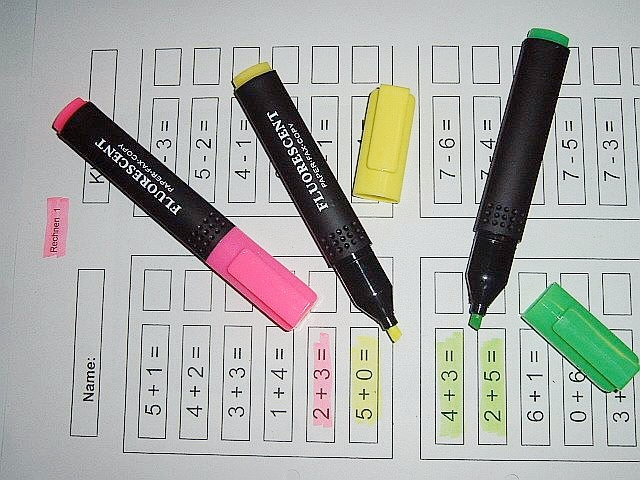
Bút dạ quang

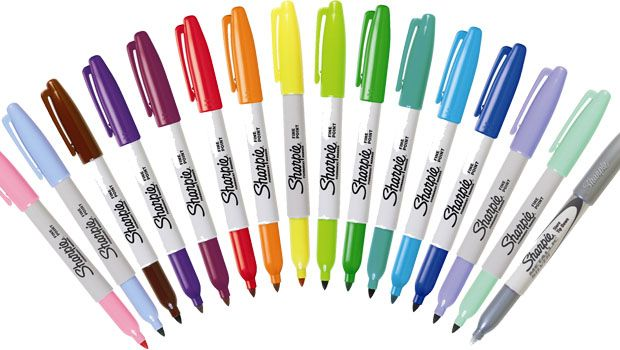
Bút đánh dấu

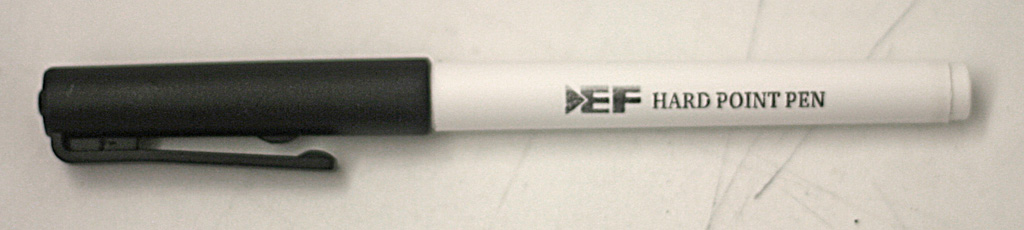
Bút dạ

Bút dạ, bút đánh dấu, tiếng Anh: marker pen, felt-tip marker; texta (ở Úc), sketch pen (ở Ấn Độ) hoặc koki (ở Nam Phi), là một cây bút có nguồn mực riêng và một đầu làm bằng sợi xốp, ép như ống nỉ. Một bút dạ bao gồm một hộp chứa (thủy tinh, nhôm hoặc nhựa) và lõi của mọt vật liệu thấm nước. Hộp chứa này phục vụ như là một kho đựng mực. Phần trên của đầu bút chứa ngòi được chế tạo bằng vật liệu nỉ cứng và nắp để ngăn đầu bút bị khô. Cho đến đầu những năm 1990, các dung môi phổ biến nhất được sử dụng cho mực là toluene và xylene. Hai chất này đều có hại và đặc trưng do có mùi rất mạnh. Ngày nay, mực thường được sản xuất trên cơ sở rượu (ví dụ 1-Propanol, 1-butanol, rượu diacetone và cresol). Mực của bút có thể không thấm nước, tẩy bằng giẻ khô, xóa bằng giẻ ướt (ví dụ: đánh dấu trên tấm nhựa trong suốt) hoặc vĩnh viễn (không xóa được).